# Gandaca
Gandaca es un género de mariposas de la familia Pieridae.

## Descripción
Especie tipo por designación original Terias harina Horsfield, 1829.

## Diversidad
Existen 2 especies reconocidas en el género.

## Plantas hospederas
Las especies del género Gandaca se alimentan de plantas de las familias Rhamnaceae y Annonaceae. Las plantas hospederas reportadas incluyen el género Ventilago.